# Biserica de lemn din Rostoci

Biserica de lemn din Rostoci, Arad, 1926

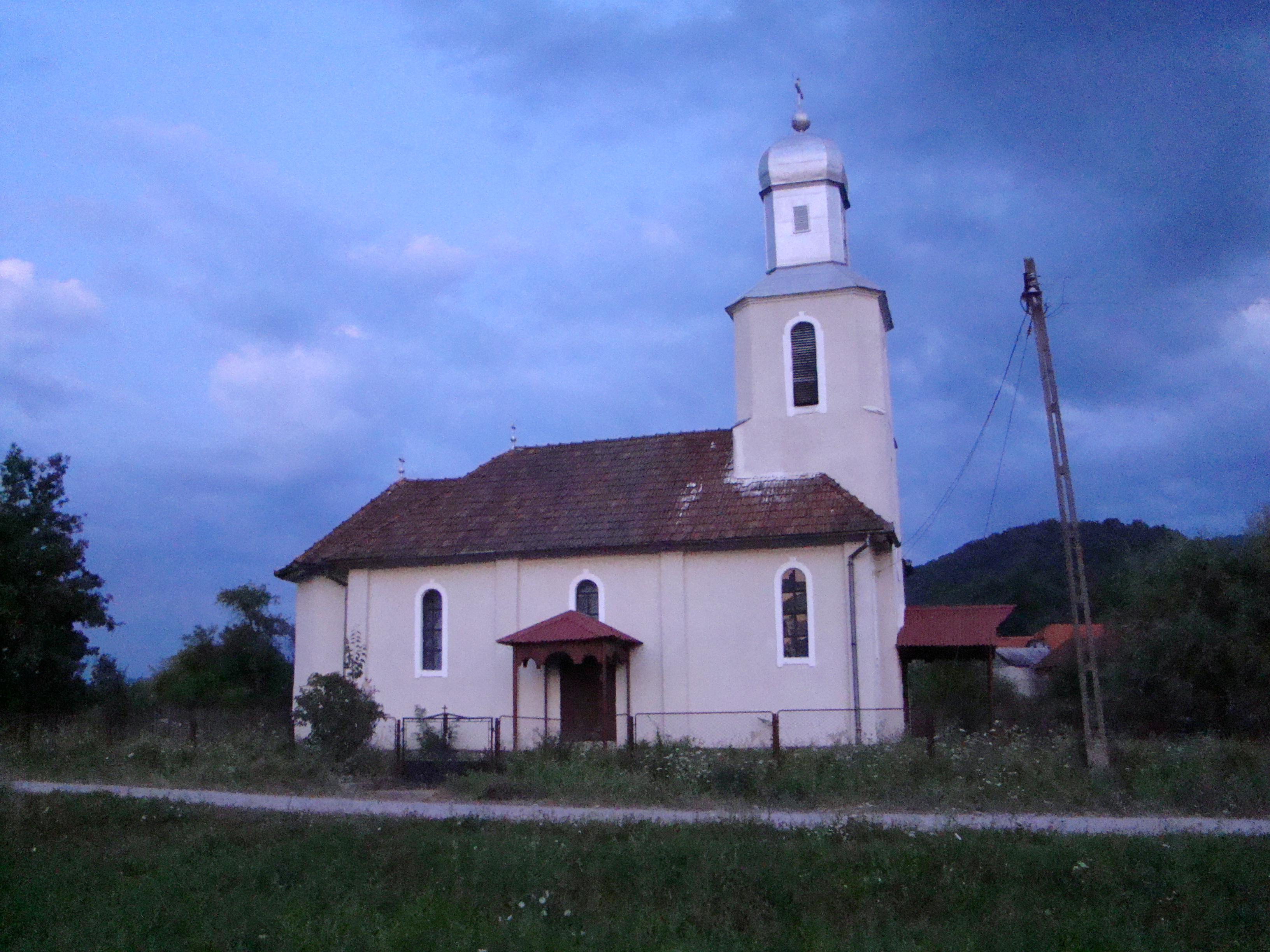
Biserica „Adormirea Maicii Domnului” din Rostoci, care a înlocuit în anul 1957 fosta biserică de lemn

Biserica de lemn din Rostoci, județul Arad, cu hramul „Adormirea Maicii Domnului”, a fost folosită până în anul 1957 când a început construirea unei alte biserici de zid. Noua biserică păstrează hramul vechii biserici de lemn.

## Galerie de imagini

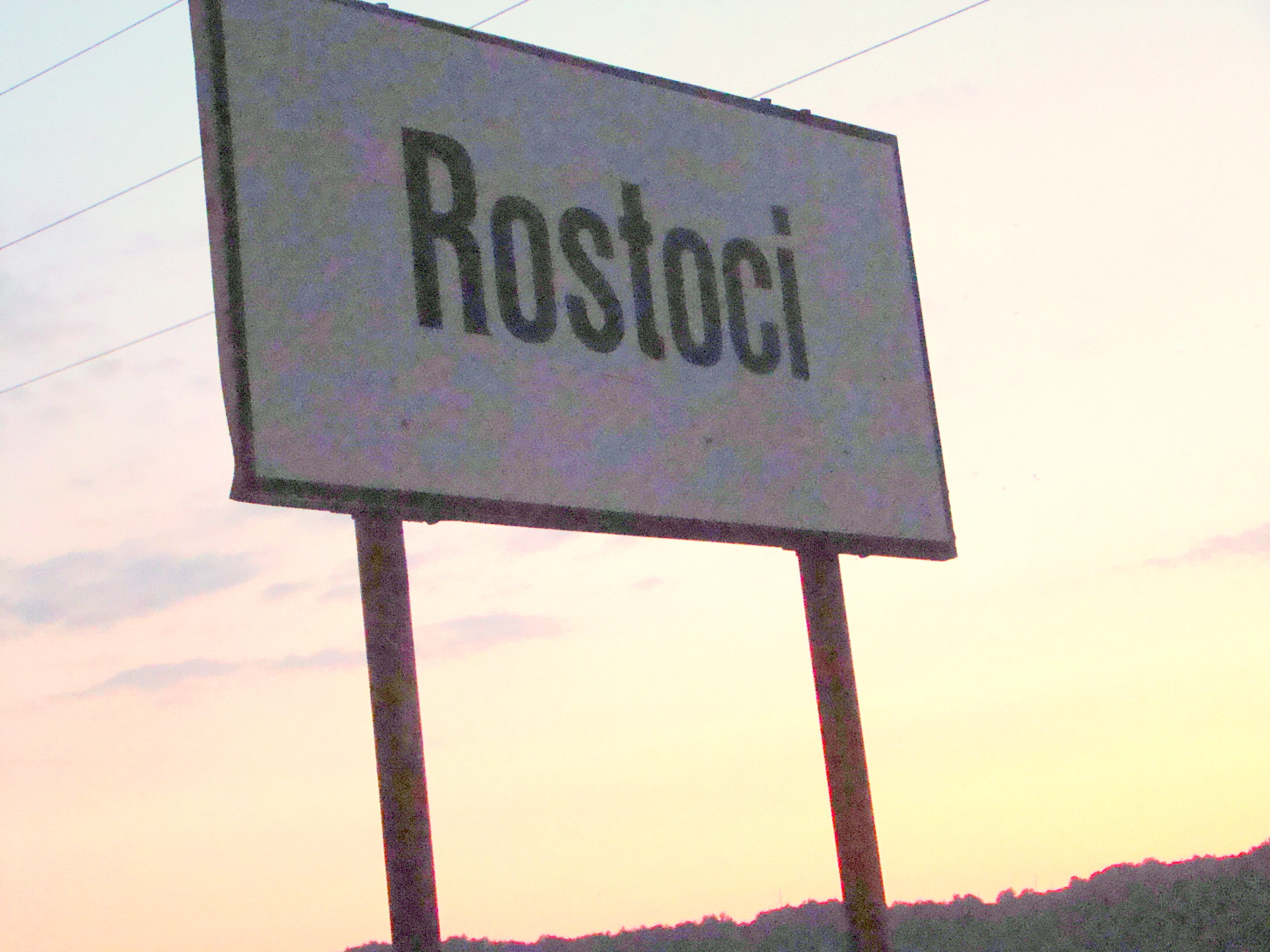
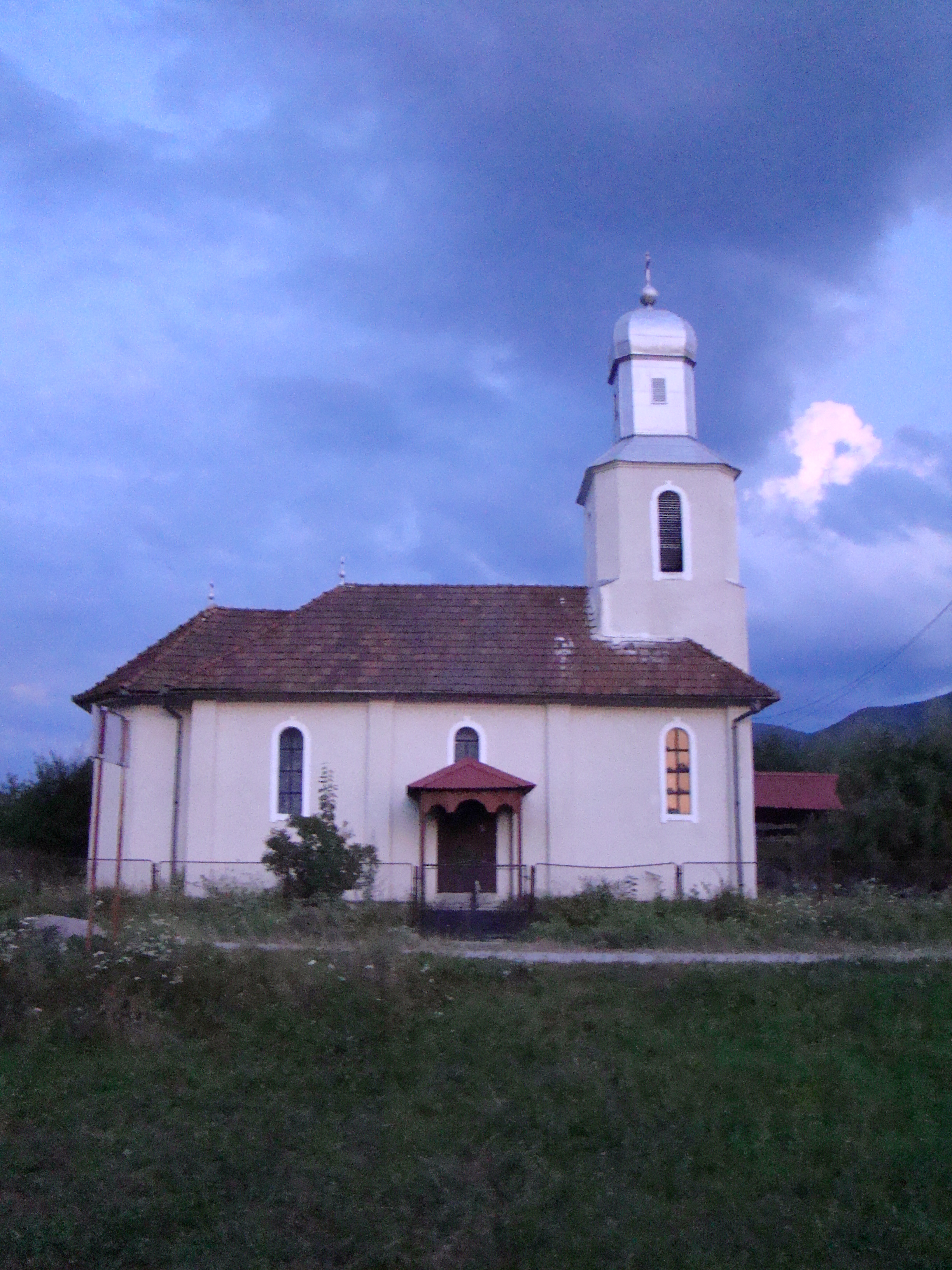
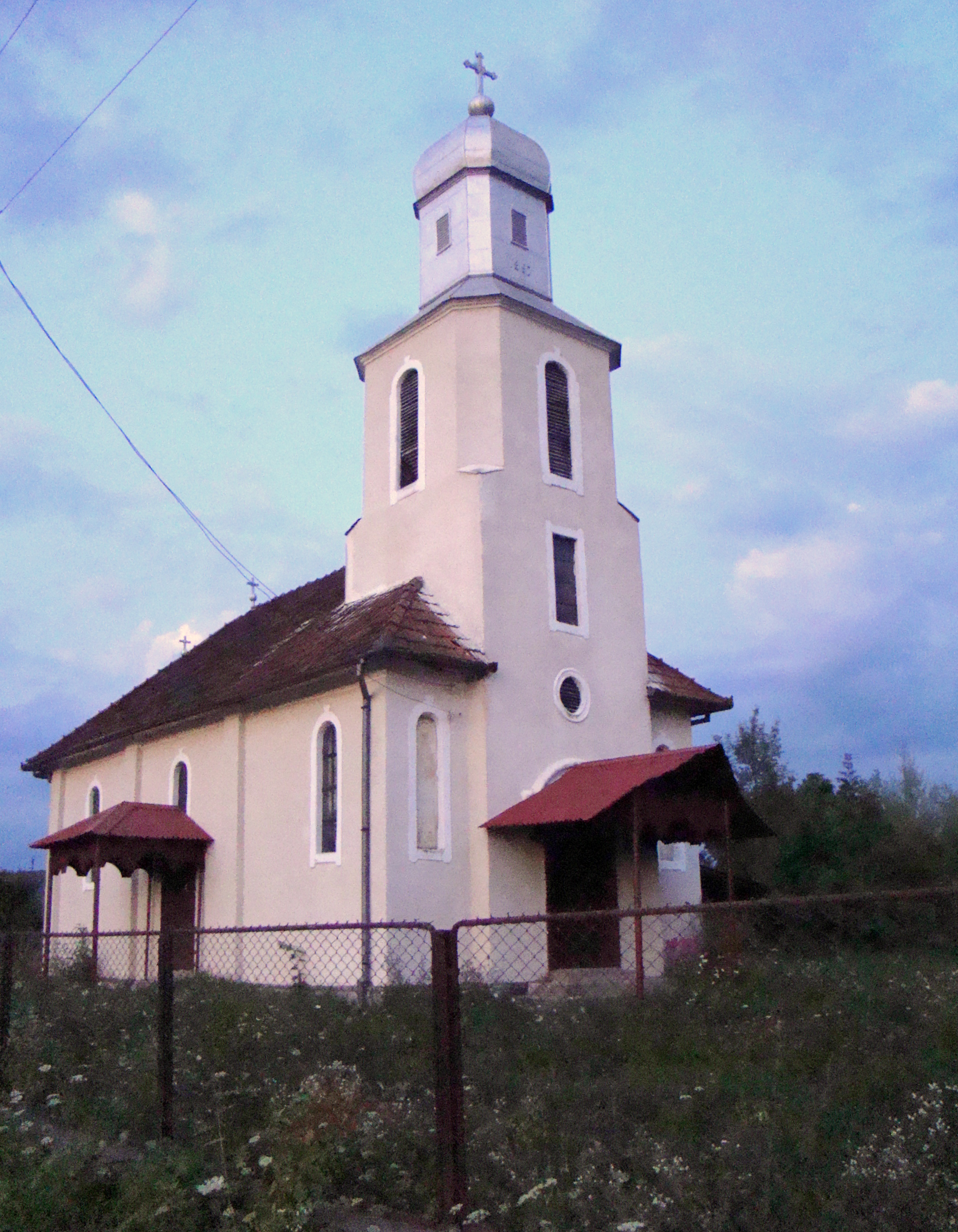